# Subuluridae
Die Subuluridae sind eine Familie der Spulwürmer mit über 100 Arten.

## Merkmale
Subuluridae sind Subuluroidea, die sich von der Schwesterfamilie Maupasinidae dadurch unterscheiden, dass die Mundöffnung keine blätterartigen Elemente trägt. Zudem sind Kaudalflügel nur schwach entwickelt und zweigeteilt oder sie fehlen ganz.

## Systematik
Hodda (2022) unterteilt die Familie in 13 Gattungen in fünf Unterfamilien:
- Allodapinae Inglis, 1958
  - Allodapa Diesing, 1861
  - Aulonocephalus Chandler, 1935
- Labiobulurinae Quentin, 1969
  - Cyclobulura Quentin, 1977
  - Labiobulura Skrjabin & Schikhobalova, 1948
  - Tarsubulura Inglis, 1958
- Leipoanematinae Chabaud, 1957
  - Leipoanema Johnston & Mawson, 1942
- Parasubulurinae Berghe & Vuylsteke, 1938
  - Parasubulura Berghe & Vuylsteke, 1938
- Subulurinae Travassos, 1914
  - Inglisubulura Devamma, 1977
  - Oxynema Linstow, 1899
  - Primasubulura Inglis, 1958
  - Spiruroides Cameron & Parnell, 1933
  - Subulura Molin, 1860